# Adesivo per automobili

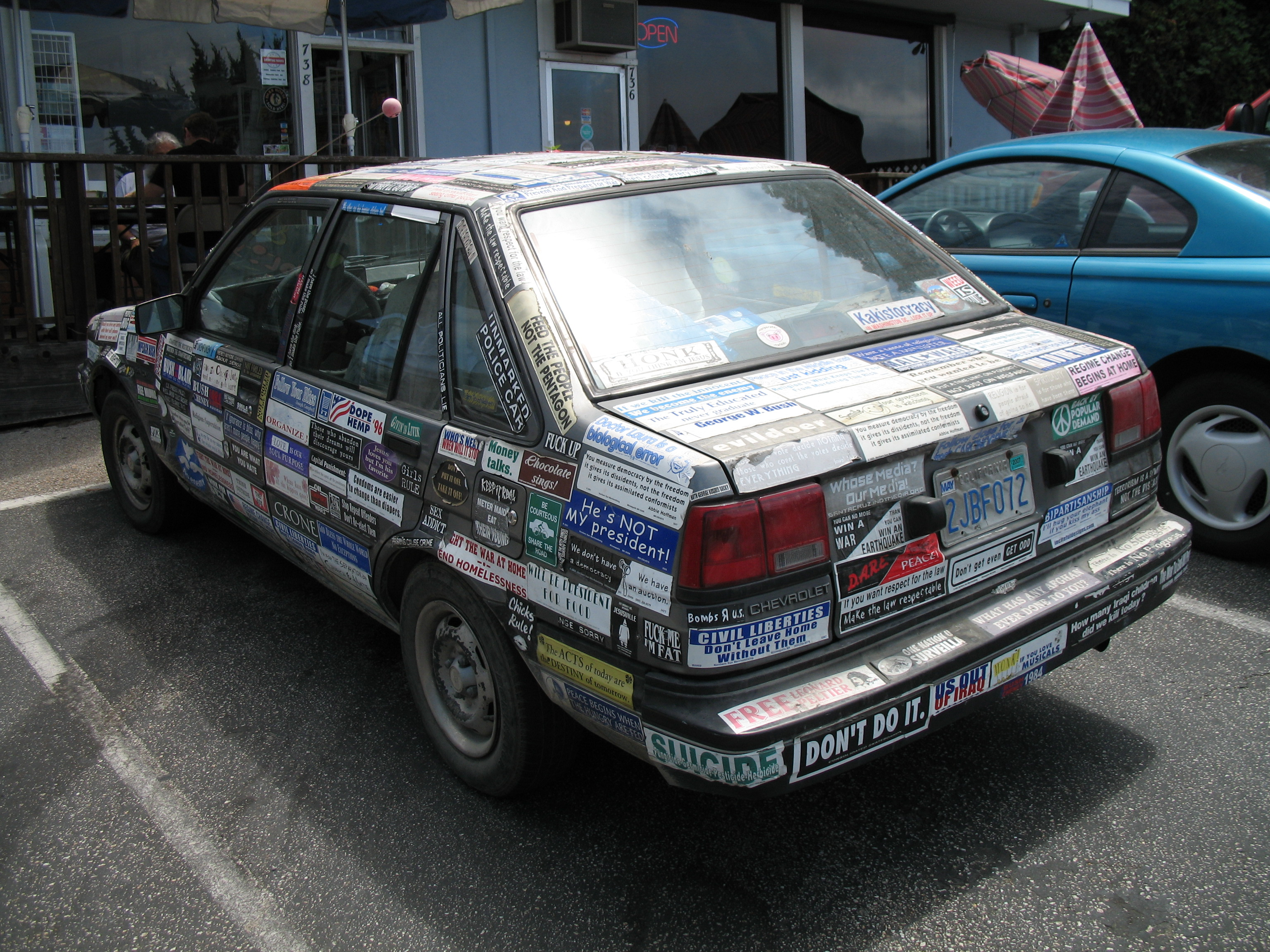
Un'auto ricoperta di adesivi.

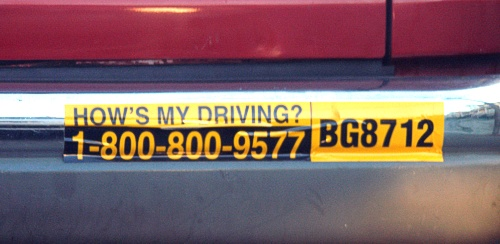
Gli adesivi per automobili si usano spesso sui veicoli commerciali.

Un adesivo per automobili è un'etichetta adesiva con un messaggio, destinata ad essere attaccata sulla superficie di un'automobile e ad essere letta dall'esterno, in particolare dagli occupanti di altri veicoli. Si tratta di un'abitudine molto diffusa soprattutto nei paesi anglosassoni, dove l'adesivo viene tradizionalmente attaccato sul paraurti della vettura (ed infatti in inglese è chiamato bumper sticker, cioè appunto "adesivo per paraurti"). In realtà, gli adesivi possono essere collocati su qualsiasi punto della vettura: la maggior parte misurano all'incirca 8 cm per 30 cm e sono spesso fatti di PVC.

## Finalità
Gli adesivi per auto possono avere scopi commerciali, religiosi, umoristici oppure di sostegno ad una squadra sportiva o ad altre organizzazioni. Possono promuovere o contestare una particolare posizione filosofica o politica. Nei paesi anglosassoni, ad esempio, gli adesivi per auto sono un modo popolare di mostrare sostegno ad un candidato ad una carica di governo e diventano ovviamente più comuni durante gli anni elettorali.

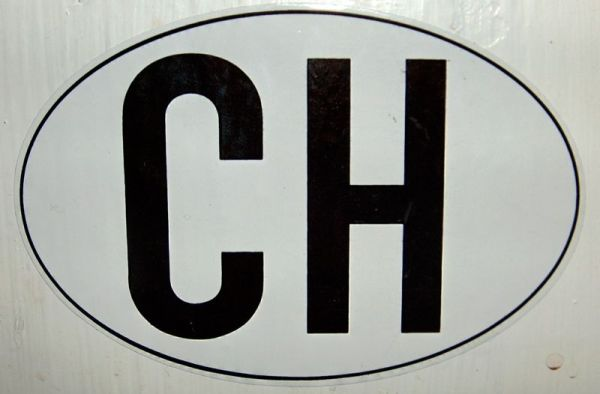
Etichetta con la sigla nazionale per la Svizzera.

Una varietà di adesivo per auto è l'etichetta con la sigla del paese. Questa si usa tipicamente per le automobili che attraversano le frontiere internazionali, ed è regolata dalle Nazioni Unite nell'ambito dei Segni distintivi dei veicoli nel traffico internazionale, autorizzati dalle Convenzioni sul traffico stradale delle Nazioni Unite di Ginevra (1949) e di Vienna (1968). Spesso la sigla del paese è esposta sulla targa stessa.
In alcuni paesi (di solito negli Stati Uniti) le sigle delle targhe hanno talvolta prodotto combinazioni di lettere umoristiche che possono indicare città (OBX, la sigla di Outer Banks, una zona al largo della costa della Carolina del Nord), partiti politici (GOP, ossia Grand Old Party, appellativo tradizionale del Partito Repubblicano statunitense), ecc.

## Applicazione e rimozione
A causa del movimento del veicolo e delle condizioni meteorologiche variabili, l'adesivo deve aderire bene alla superficie sulla quale viene apposto. Tuttavia ci sono alcuni adesivi per auto "facili da rimuovere" o anche adesivi magnetici. La rimozione può essere effettuata con olio penetrante o con una pistola a caldo.
Nel caso del vinile, l'olio penetrante potrebbe non essere sufficiente, in tal caso si consiglia dunque di riscaldare l'adesivo con la pistola a caldo o, in mancanza di questo, con un semplice phon.

## Nel mondo

Il simbolo del pesce (ichthys), che rappresenta il Cristianesimo, e le sue parodie sono temi popolari degli adesivi per auto, specie negli Stati Uniti.

Nel mondo esistono considerevoli differenze riguardo al contesto e allo scopo degli adesivi per automobili.
Su alcuni veicoli, certi adesivi sono come le insegne dei trofei degli aeroplani della Seconda guerra mondiale, o di località visitate o di azioni completate.
Oltre che sui paraurti, gli adesivi sono stati ampiamente applicati anche sui lunotti posteriori, laddove le misure imposte per legge non impediscano tale utilizzo. Per esempio in Svezia è quello il posto dove normalmente collocarli, tanto che l'adesivo per auto è chiamato in realtà bakrutedekal ("decalcomania per lunotti").
In Australia, gli entusiasti degli ute, i pick-up locali, tendono ad avere una vera e propria ossessione per gli adesivi, tappezzando spesso l'intero lunotto del veicolo. La "belva" con la più grande varietà di adesivi, la più grossa griglia anteriore (bull bar) e posteriore (rollbar) e la maggior quantità di macchioline e di aggiunte è spesso il fattore decisivo in molti "concorsi di bellezza" per pick-up (i cosiddetti "Beaut Ute") che si svolgono nel corso degli ute musters (raduni di pick-up, per lo più annuali, estremamente popolari in Australia).
Più recentemente, gli adesivi per auto sono diventati un veicolo pubblicitario e alcune società si offrono di mettere in contatto i proprietari delle auto con inserzionisti disposti a pagare per la pubblicità.
In Israele, grande successo ha ottenuto a partire dal 2003 la canzone Shirat Hasticker ("La canzone dell'adesivo") di Hadag Nachash, una canzone composta interamente di slogan apparsi su adesivi per auto.